# Amphinemura bella
Amphinemura bella är en bäcksländeart som beskrevs av Peter Zwick 1977. Amphinemura bella ingår i släktet Amphinemura och familjen kryssbäcksländor. Inga underarter finns listade i Catalogue of Life.